# Sideritis dichotoma
Sideritis dichotoma là một loài thực vật có hoa trong họ Hoa môi. Loài này được Huter miêu tả khoa học đầu tiên năm 1907.